# Rafflesia rochussenii
Rafflesia rochussenii este o specie de plante parazite din genul Rafflesia, familia Rafflesiaceae, ordinul Malpighiales, descrisă de Teysm. și Binn.. Conform Catalogue of Life specia Rafflesia rochussenii nu are subspecii cunoscute.